# Ernst Gustav Jäger

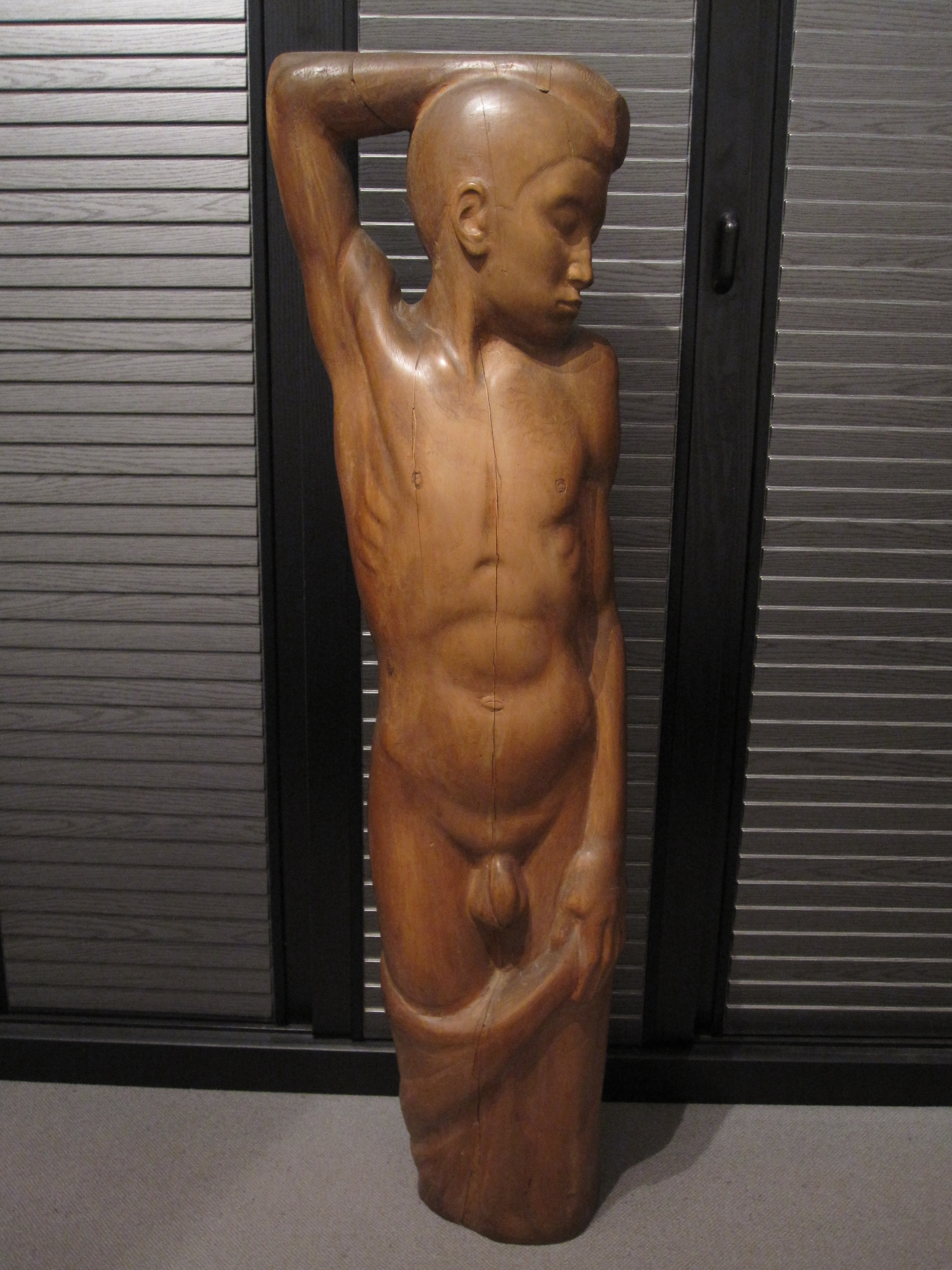
Holzskulptur von Ernst Gustav Jäger, 1923, Privatbesitz

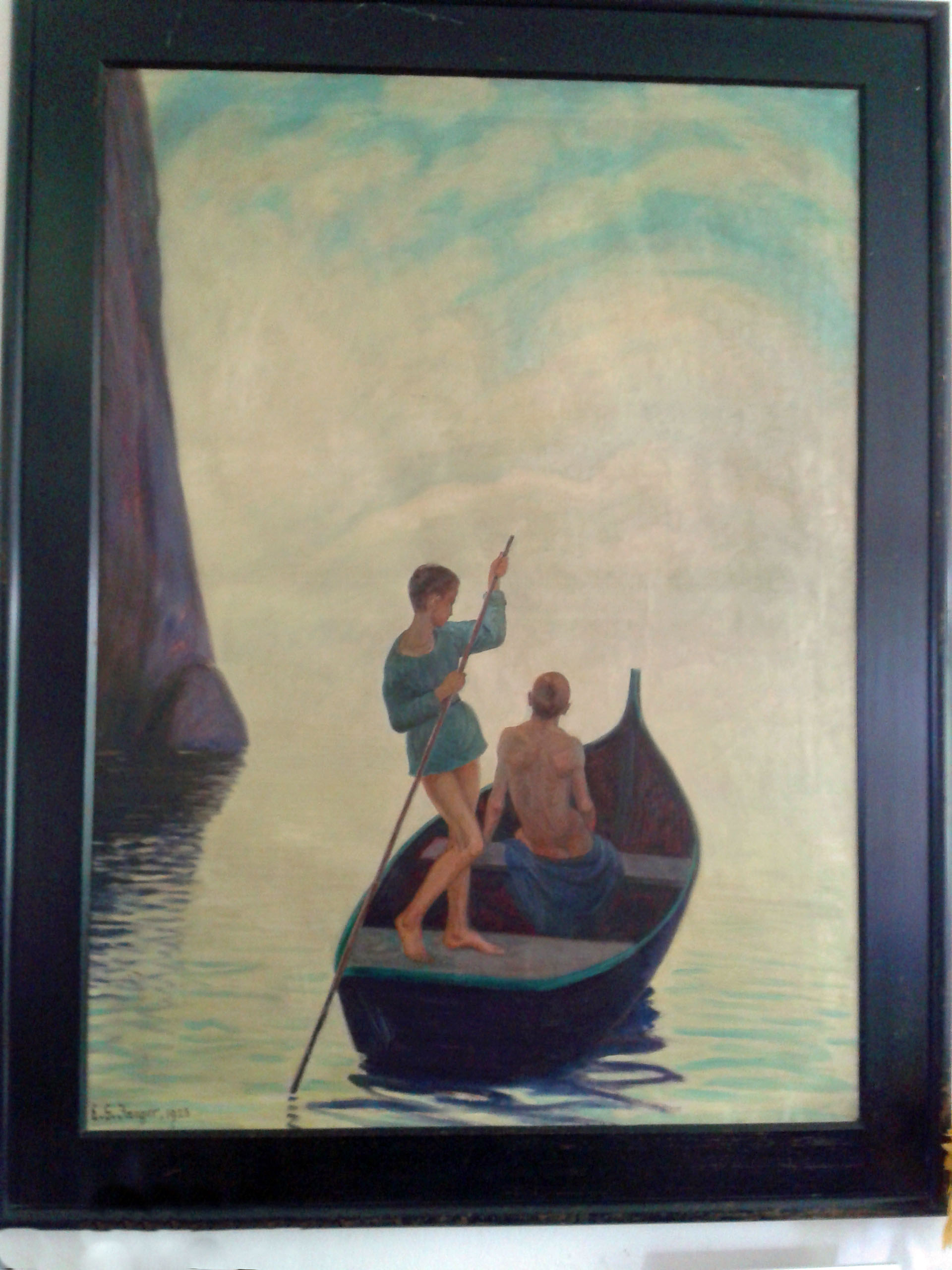
Ölgemälde von Ernst Gustav Jäger, 1923, Privatbesitz

Ernst Gustav Jäger (* 3. Mai 1880 in Marggrabowa, Ostpreußen; † 1954 in Berlin) war ein deutscher Bildhauer und Maler.

## Leben und Werk
Jäger studierte nach dem Abitur Staatswissenschaften in Königsberg und Berlin. Nebenbei besuchte er aus Interesse auch kunsthistorische Lehrveranstaltungen. Nach Ende seiner Universitätsausbildung suchte er keine seinem Studienfach entsprechende Anstellung, sondern bildete sich von 1906 bis 1910 autodidaktisch zum Künstler aus. 1908 eröffnete er ein eigenes Atelier in Berlin. Er betätigte sich dort bis zu seinem Tod als freischaffender Künstler. 
Ernst Gustav Jäger schuf vor allem zahlreiche Skulpturen. Die meisten fertigte er in Bronze, einige in Holz. Daneben existieren auch Gemälde aus seiner Hand, die aber neben den Skulpturen nur einen kleinen Teil seines Gesamtwerks ausmachen. Einen Namen machte er sich vor allem durch seinen präzisen Stil und die Dynamik seiner Skulpturen, mit denen er in vielen Fällen menschliche Bewegungsabläufe festhielt. 